# Johann Nicolaus Frobes

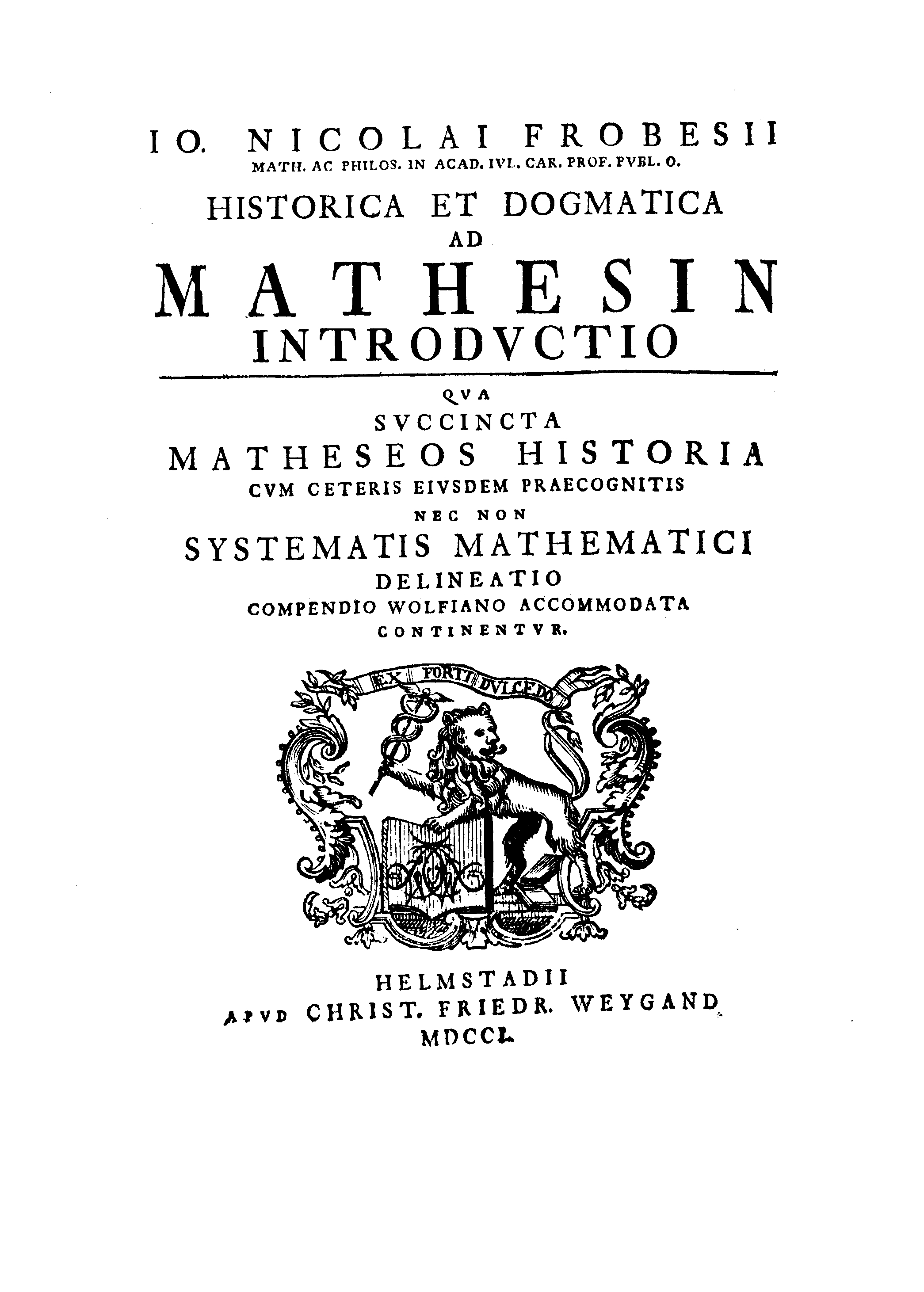
Historica et dogmatica ad mathesin introductio, 1750

Johann Nicolaus Frobes (o Frobesius, Froböse) (Goslar, 7 gennaio 1701 – Helmstedt, 11 settembre 1756) è stato un filosofo e matematico tedesco.

## Biografia
Suo padre era il consigliere Barthold Georg Frobesius. Johann Nicolaus studiò a Goslar. Dal 1720, frequentò l'università di Helmstedt per tre anni. Proseguì con due anni di studio ad Halle e Marburg. Nel 1725 fu Goslar e l'anno successivo tornò a Helmstedt. Tra il 1735 e il 1743 ottenne diverse cariche di professore. Dal 1751, si dedicò esclusivamente alla matematica, con diverse pubblicazioni. I suoi carteggi comprendono una lettera di Leibniz e sono conservati nella Martin-Luther-Universität Halle-Wittenberg, dopo essere stati nella tenuta di Johann Friedrich Pfaff. Come filosofo fu fortemente influenzato da Christian Wolff.

## Opere
- (LA) Johann Nicolaus Frobes, Historica et dogmatica ad mathesin introductio, Christian Friedrich Weygand, 1750.